# Ramazzottius szeptycki
Ramazzottius szeptycki är en djurart som tillhör fylumet trögkrypare, och som först beskrevs av Hieronymus Dastych 1980.  Ramazzottius szeptycki ingår i släktet Ramazzottius och familjen Hypsibiidae. Inga underarter finns listade i Catalogue of Life.